# Cushing (Teksas)
Cushing – miasto w Stanach Zjednoczonych, w stanie Teksas, w hrabstwie Nacogdoches.